# Gedenkteken 1813-1913
Het gedenkteken 1813-1913 is een kunstwerk in de Nederlandse stad Utrecht.

## Beschrijving
Op 28 november 1813 kwam er een einde aan de Franse overheersing sinds 1795 van de stad. In alle vroegte maakten de Franse troepen de aftocht. Enkele uren later arriveerden Kozakken van het Russische leger als eersten bij de stad. Nog lang daarna werd jaarlijks op 28 november in Utrecht Kozakkendag gevierd. Honderd jaar na de bevrijding werd dat nog herdacht.
In 1913 had het Centraal Comité tot viering van Nationale Feestdagen de kunstenaar W.C. Brouwer op het oog voor een monument ter herdenking van 100 jaar Nederlandse onafhankelijkheid. Het zou in het Wilhelminapark worden geplaatst maar het monument is niet gerealiseerd.
In 1914 is een monument bij de Tolsteegbrug geplaatst ter herinnering aan de aftocht van de Fransen. Het ontwerp en de uitvoering van het kunstwerk is van A. van Straten. Het bestaat uit drie opeengestapelde blokken natuursteen die ruw zijn bewerkt. Erop bevindt zich een bronzen plaquette van de Koninklijke Begeer met een afbeelding van de Fransen die over de brug de stad verlaten. Het monument is voorzien van de teksten Utrechts verlossing herdacht 1913 en De Franschen verlaten Utrecht den 28nov 1813. Verder bevat het de tekst Aan het gemeentebestuur aangeboden door, waarna zes namen volgen. Omstreeks 1930 is het gedenkteken verplaatst richting de naastgelegen Bijlhouwersbrug.

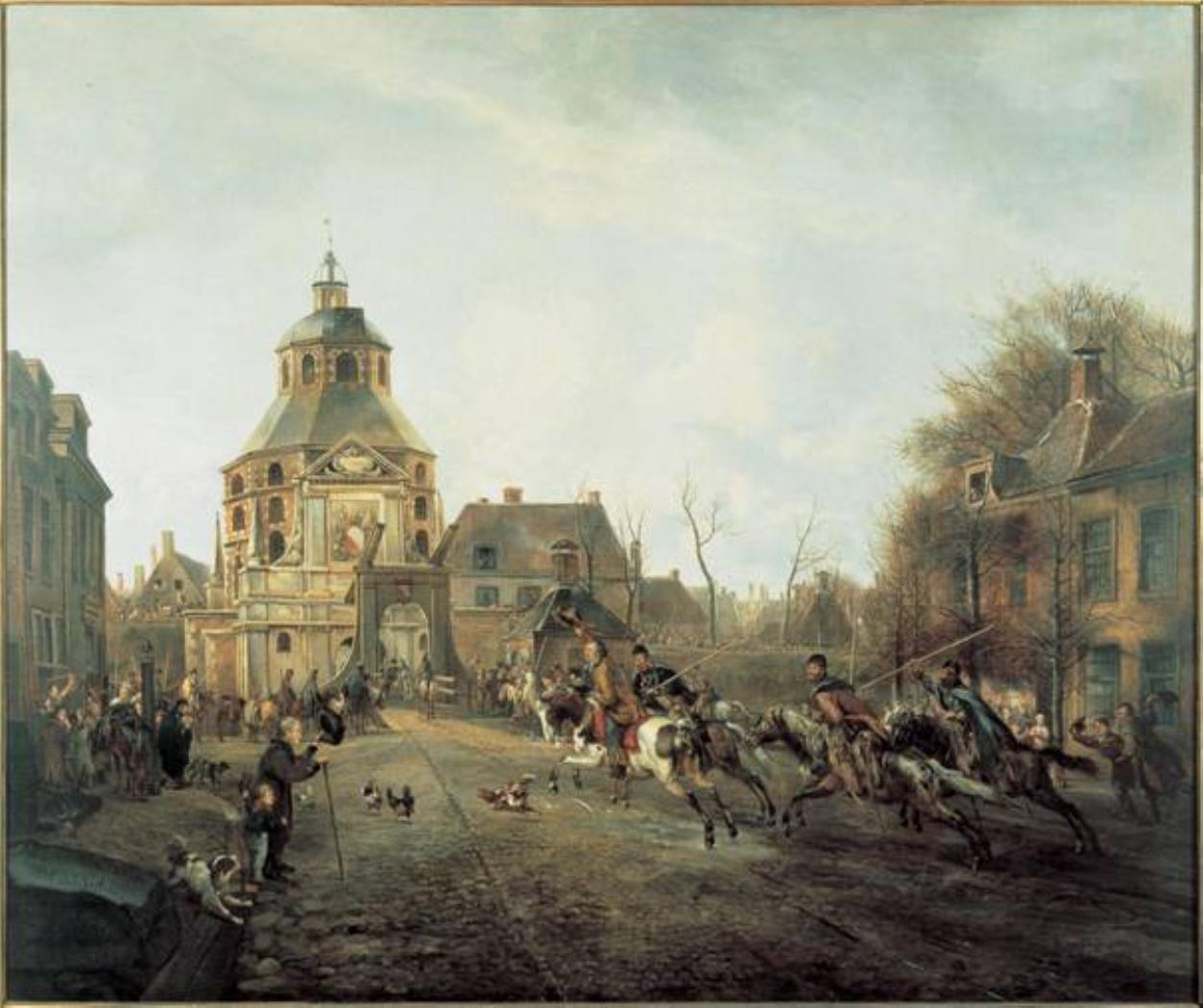
De aankomst van de Kozakken in 1813 bij de Utrechtse Wittevrouwenpoort.